# Niccolò Ammaniti
Niccolò Ammaniti (Roma, 25 de septiembre de 1966) es un escritor italiano. En 2007 ganó el Premio Strega, el galardón literario más importante de Italia, por Come Dio comanda.

## Biografía
Niccolò Ammaniti nació en Roma el día 25 de septiembre de 1966. Estudió biología, aunque no acabó la carrera. De la tesis que preparó en la universidad, Liberación de la acetilcolinesterasa en el neuroblastoma", salió el esquema para su primera novela, Branchie! (1994). El libro cuenta la historia paradójica de un chico romano que tiene un tumor y que, a su pesar, se encuentra en India, donde se ve obligado a vivir una serie de aventuras desagradables y extravagantes. En 1999 se adaptó al cine, con Gianluca Grignani y Valentina Branchie, y dirigida por Francesco Ranieri Martinotti.
En 1995 Ammaniti publicó, junto a su padre Massimo Ammaniti, conocido psiquiatra, el ensayo Nel nome del figlio, publicado por Mondadori. En 1996 actuó junto a su hermana en la película de bajo presupuesto Cresceranno i carciofi a Mimongo, de Fulvio Ottaviano.
En 1996 participó en la antología Gioventù cannibale, con edición a cargo de Daniele Brolli y publicada por Einaudi, con un relato escrito a cuatro manos con Luisa Brancaccio. El mismo año publicó Fango, un conjunto de relatos que contiene, entre otros, los textos Vivere e morire al Prenestino y L'ultimo capodanno dell'umanità; este último fue llevado al cine en 1998 bajo la dirección de Marco Risi y Ammaniti participó en la elaboración del guion.
En 1999 se publicó su novela Ti prendo e ti porto via. Pero el éxito a nivel nacional le llegó en 2001 con la publicación de Io non ho paura, que fue llevada al cine en 2003 de la mano del director Gabriele Salvatores. En 2004 escribió el guion de la película Il siero della vanità, dirigido por Alex Infascelli.
En 2006 publicó Come Dio comanda, novela muy bien acogida por el público, aunque con opiniones dispares por parte de la crítica. En 2007 se adjudicó el Premio Strega, el galardón literario más importante de Italia. El libro también fue llevado al cine, de nuevo bajo la dirección de Salvatores, y fue protagonizada por Filippo Timi, Elio Germano y Álvaro Caleca.
En 2009 publicó Che la festa cominci, con el que consiguió la nominación al premio Alabarda d'oro en 2010. 
Es uno de los autores italianos más apreciados en el extranjero. Sus libros se han traducido a más de cuarenta idiomas.
Tiene una sección en la revista mensual xL. En 2005 se casó con la actriz Loredana Indovina.

## Obras

### Novela
- Branchie!, Roma, Ediesse, 1994. ISBN 88-230-0135-8; Branchie!, Turín, Einaudi, 1997. ISBN 88-06-14354-9.
- Fango, Milán, Mondadori, 1996. ISBN 88-04-40667-4
- Te llevaré conmigo (Ti prendo e ti porto via, Milán, Mondadori, 1999), trad. de Juan Vivanco, Anagrama 2013. ISBN 978-8433978769
- No tengo miedo (Io non ho paura, 2001), trad. de Juan Manuel Salmerón Arjona, Anagrama, 2011. ISBN 978-84-339-7578-2
- Como Dios manda (Come Dio comanda, 2006), trad. de Juan Manuel Salmerón Arjona, Mondadori, 2007. ISBN 978-84-397-2083-6
- Que empiece la fiesta (Che la festa cominci, 2009), trad. de Juan Manuel Salmerón Arjona, Anagrama, 2011. ISBN  978-8433975614
- Tú y yo (Io e te, 2010), trad. de Juan Manuel Salmerón Arjona, Anagrama, 2012. ISBN 978-84-339-7836-3
- Il momento è delicato, Milán, Einaudi, 2012. ISBN 88-06-21240-0
- Anna (2015), trad. de Juan Manuel Salmerón Arjona, Anagrama, 2016, ISBN 978-84-339-3724-7

### Relato
- Seratina, con Luisa Brancaccio, publicado dentro de Gioventù cannibale, Turín, Einaudi, 1996. ISBN 88-06-14268-2
- Alba tragica, publicado dentro de Tutti i denti del mostro sono perfetti, Milán, Mondadori, 1997. ISBN 88-04-43806-1
- Enchanted Music & Light Records, con Jaime D'Alessandro, dentro de Il fagiano Jonathan Livingston. Manifesto contro la new age, Roma, Minimum Fax, 1998. ISBN 88-86568-53-3
- L'amico di Jeffrey Dahmer è l'amico mio, publicado dentro de Italia odia, Milán, Mondadori, 2000.
- Fa un po' male, Micromega, 2002
- Sei il mio tesoro, publicado dentro de Crimini, Torino, Turín, Einaudi, 2005. ISBN 88-06-17576-9
- Giochiamo? Due racconti letti dagli autori, con Antonio Manzini, 2 CD+libro, Milán, Mondadori, 2008. ISBN 978-88-04-58405-6

### Otros
- Nel nome del figlio. L'adolescenza raccontata da un padre e da un figlio, con Massimo Ammaniti, Milán, Mondadori, 1995. ISBN 88-04-39339-4
- Anche il sole fa schifo. Radiodramma, Roma, Rai-Eri, 1997. ISBN 88-397-0987-8
- Sinopsis de la película Il siero della vanità, dirigida por Alex Infascelli (2004)

### Libros llevados al cine
- L'ultimo capodanno, dirigida por Marco Risi (1998)
- Branchie, dirigida por Francesco Ranieri Martinotti (1999)
- Io non ho paura, dirigida por Gabriele Salvatores (2003)
- Come Dio comanda, dirigida por Gabriele Salvatores (2008)
- Tu e io, dirigida por Bernardo Bertolucci (2012)